# Vuelta Ciclista del Uruguay 1946
La 3ª edición de la Vuelta Ciclista del Uruguay fue disputada entre el 12 y el 21 de abril de 1946.
Se recorrieron 1292 km divididos en 9 etapas, de las cuales las 2 primeras, fueron en 2 tramos.
Atilio François ganó 6 de las 9 etapas y se llevó la victoria general, conquistando la primera de las tres Vueltas consecutivas que logró.

## Etapas
| Etapa     | Fecha       | Recorrido                   | km  | Ganador de la etapa      | Líder de la clasificación general |
| 1.ª etapa | 12 de abril | Montevideo-San José-Colonia | 209 | Atilio François (Veloz)  | Atilio François (Veloz)           |
| 2.ª etapa | 13 de abril | Colonia-Carmelo-Mercedes    | 186 | Angel Irigoyen (Olimpia) | Atilio François (Veloz)           |
| 3.ª etapa | 14 de abril | Mercedes-Paysandú           | 121 | Atilio François (Veloz)  | Atilio François (Veloz)           |
| 4.ª etapa | 15 de abril | Paysandú-Fray Bentos        | 127 | Luis Losardo (Peñarol)   | Atilio François (Veloz)           |
| 5.ª etapa | 16 de abril | Mercedes-Trinidad           | 127 | Atilio François (Veloz)  | Atilio François (Veloz)           |
| 6.ª etapa | 18 de abril | Trinidad-Florida            | 131 | Atilio François (Veloz)  | Atilio François (Veloz)           |
| 7.ª etapa | 19 de abril | Florida- Minas              | 139 | Atilio François (Veloz)  | Atilio François (Veloz)           |
| 8.ª etapa | 20 de abril | Minas-Maldonado             | 101 | Angel Irigoyen (Olimpia) | Atilio François (Veloz)           |
| 9.ª etapa | 21 de abril | Maldonado-Montevideo        | 151 | Atilio François (Veloz)  | Atilio François (Veloz)           |

## Clasificaciones finales
| \| 1. \| Atilio François \| Uruguay \| Veloz Uruguay \| 44h 54' 55s \| \| 2. \| Angel Irigoyen \| Uruguay \| Olimpia Uruguay \| a 2' 11s \| \| 3. \| Juan Ramón de Armas \| Uruguay \| Peñarol Uruguay \| a 15' 35s \| \| 4. \| Enrique Demarco \| Uruguay \| Unión de Durazno Uruguay \| a 21' 00s \| \| 5. \| Joselino Ortíz \| Uruguay \| Victoria Pedal de Durazno Uruguay \| a 30' 53s \| \| 6. \| Cecilio López \| Uruguay \| Fénix Uruguay \| a 31' 15s \| \| 7. \| Luis Losardo \| Uruguay \| Peñarol Uruguay \| a 38' 56s \| \| 8. \| Ramón Pérez \| Uruguay \| Peñarol Uruguay \| a 40' 23s \| \| 9. \| Heber Panuncio \| Uruguay \| Unión Ciclista Uruguay \| a 47' 12s \| \| 10. \| Elbio Barrios \| Uruguay \| Sparta de Mercedes Uruguay \| a 48' 00s \| |                     |         |                                   |             |
| 1. | Atilio François     | Uruguay | Veloz Uruguay                     | 44h 54' 55s |
| 2. | Angel Irigoyen      | Uruguay | Olimpia Uruguay                   | a 2' 11s    |
| 3. | Juan Ramón de Armas | Uruguay | Peñarol Uruguay                   | a 15' 35s   |
| 4. | Enrique Demarco     | Uruguay | Unión de Durazno Uruguay          | a 21' 00s   |
| 5. | Joselino Ortíz      | Uruguay | Victoria Pedal de Durazno Uruguay | a 30' 53s   |
| 6. | Cecilio López       | Uruguay | Fénix Uruguay                     | a 31' 15s   |
| 7. | Luis Losardo        | Uruguay | Peñarol Uruguay                   | a 38' 56s   |
| 8. | Ramón Pérez         | Uruguay | Peñarol Uruguay                   | a 40' 23s   |
| 9. | Heber Panuncio      | Uruguay | Unión Ciclista Uruguay            | a 47' 12s   |
| 10. | Elbio Barrios       | Uruguay | Sparta de Mercedes Uruguay        | a 48' 00s   |